# Ottawa Sun
Ottawa Sun — ежедневная газета таблоидного формата в Оттаве, Онтарио, Канада. Издавалась компанией Sun Media, а с 2015 г. — Postmedia. Начала издаваться с начала 1980-х под названием Ottawa Sunday Herald. После приобретения газеты компанией Toronto Sun Publishing Corporation в 1988 году, 4 сентября этого же года вышло первое воскресное издание под новым названием Ottawa Sun, а 7 ноября — первое ежедневное издание.
Хотя газета принадлежит тому же холдингу Postmedia, что и более респектабельное оттавское издание, Ottawa Citizen, по сравнению с последним Ottawa Sun занимает более правые позиции (консервативный популизм).